# Гриче
45°32′ пн. ш. 15°23′ сх. д. / 45.53° пн. ш. 15.38° сх. д.
Гриче (хорв. Griče) — населений пункт у Хорватії, у Карловацькій жупанії у складі громади Рибник.

## Населення
Населення за даними перепису 2011 року становило 63 осіб.
Динаміка чисельності населення поселення: